# Kreissparkasse Anhalt-Bitterfeld
Die Kreissparkasse Anhalt-Bitterfeld ist eine Sparkasse in Sachsen-Anhalt mit Sitz in Bitterfeld-Wolfen. Sie ist eine Anstalt des öffentlichen Rechts.

## Geschäftsgebiet und Träger
Das Geschäftsgebiet der Kreissparkasse Anhalt-Bitterfeld umfasst den Landkreis Anhalt-Bitterfeld, welcher auch Träger der Sparkasse ist.

## Geschäftszahlen
Die Kreissparkasse Anhalt-Bitterfeld wies im Geschäftsjahr 2023 eine Bilanzsumme von 2,318 Mrd. Euro aus und verfügte über Kundeneinlagen von 1,907 Mrd. Euro. Gemäß der Sparkassenrangliste 2023 liegt sie nach Bilanzsumme auf Rang 211. Sie unterhält 17 Filialen/Selbstbedienungsstandorte und beschäftigt 263 Mitarbeiter.

## Sparkassen-Finanzgruppe
Die Kreissparkasse Anhalt-Bitterfeld ist Teil der Sparkassen-Finanzgruppe und gehört damit auch ihrem Haftungsverbund an. Er sichert den Bestand der Institute und sorgt dafür, dass sie auch im Fall der Insolvenz einzelner Sparkassen alle Verbindlichkeiten erfüllen können. Die Sparkasse vermittelt Bausparverträge der regionalen Landesbausparkasse, offene Investmentfonds der Deka und Versicherungen der Öffentliche Versicherungen Sachsen-Anhalt. Im Bereich des Leasing arbeitet die Kreissparkasse Anhalt-Bitterfeld mit der  Deutschen Leasing zusammen. Die Funktion der Sparkassenzentralbank nimmt die Nord/LB wahr.